# 日本全国ラーメン選手権
『日本全国ラーメン選手権』（にっぽんぜんこくラーメンせんしゅけん）は、CS放送のTBSチャンネルで2006年2月から不定期で放送されている番組。

## 番組概要
- TBSのアナウンサーが日本全国各地の隠れたラーメンの名店を紹介していく番組。
- 日本全国ラーメン選手権はシリーズもので、個々のタイトルは、「○○（アナウンサーの名前）の日本全国ラーメン選手権　～○○（地名）編～」である。
- 1編は15分であり、30分枠なら2編、60分枠なら4編放送される。

## リポーター
- 札幌編 - 小林麻耶（2006年2月）
- 函館編 - 青木裕子
- 東京編 - 斎藤哲也（2006年2月）
- 神奈川編 - 高野貴裕（2006年2月）
- 飛騨高山編 - 山田愛里
- 大阪編 - 新井麻希（2006年2月）
- 和歌山編 - 新井麻希（2006年2月）
- 北九州編 - 蓮見孝之
- 福岡編 - 青木裕子（2006年2月）
- 久留米編 - 岡村仁美
- 熊本編 - 久保田智子
- 鹿児島編 - 川田亜子